# 쓰쿠데촌
쓰쿠데촌(作手村)은 아이치현 미나미시타라군에 설치되었던 촌이다.
2005년 10월 1일, (구) 신시로시, 미나미시타라군 호라이정과 합병해 새로운 신시로시가 성립하였다.

## 지리
쓰쿠데촌의 시가지는 평균 해발 550m의 작수 고원에 형성되어 있었다. 쓰쿠데촌의 90%가 삼림이었다. 북부는 아이치 고원 국정 공원을 형성하고 남부에는 혼구산이 있었다.

## 역사
- 1906년 5월 1일 - 9개촌이 합병해 쓰쿠데촌이 탄생하였다.
- 2005년 10월 1일 - (구) 신시로시, 미나미시타라군 호라이정과 합병해 새로운 신시로시가 성립하였다.

## 교통

### 도로
- 국도 제301호선
- 국도 제420호선